# Borkowo (przystanek kolejowy)
Borkowo – przystanek kolejowy w Borkowie, w gminie Żukowo, w województwie pomorskim. Przez przystanek przebiega linia kolejowa nr 201, a zatrzymujące się na nim pociągi kursują pomiędzy Kościerzyną a Gdynią Główną oraz między Gdańskiem Głównym/Gdańskiem Wrzeszczem a Kartuzami.

## Ruch pasażerski
| Rok  | Wymiana pasażerska na dobę |
| ---- | -------------------------- |
| 2017 | 300-499                    |
| 2022 | 300-499                    |

Przystanek powstał w 1938.
Na przystanku znajduje się jedna krawędź peronowa wraz z wiatą przystankową. Do około 2006 w miejscu wiaty stał niszczejący budynek poczekalni. W 2014 wybudowano nowy peron.
W odległości 0,977 km od przystanku w kierunku Kościerzyny znajduje się wyremontowany w 2015 posterunek odgałęźny Glincz, zlokalizowany nieopodal miejscowości Nowy Glincz. Jest to miejsce przecięcia się z linią kolejową Pruszcz Gdański-Łeba (odbywa się na niej tylko ruch towarowy na odcinku Kartuzy-Stara Piła).